# Martim Pires Tavaia
D. Martim Pires Tavaia (1200 - 1258) Foi um militar, nobre e Cavaleiro medieval do Reino de Portugal. 

## Relações familiares
Foi filho de D. Pero Garcia de Bragança e de D. Mór Garcia de Bragança. irmã de Pero Garcia, fruto de uma relação incestuosa entre os dois irmãos 
. Casou com Aldonça Pais Marinho filha de D. Paio Anes Marinho (1210 -?) e de Maior Fernandes Turrichão (1250 -?), de quem teve:
1. D. Aldonça Mendes Tavaia, casada com Rui Nunes de Chacim filho de D. Nuno Martins de Chacim (1284 -?) e de D. Maria Gomes de Briteiros.